# Caruthers (Kalifornija)
Caruthers je naseljeno područje za statističke svrhe u američkoj saveznoj državi Kalifornija. Prema popisu stanovništva iz 2010. u njemu je živjelo 2,497 stanovnika.